# Campeones Cup
De Campeones Cup is een in 2018 opgerichte Noord-Amerikaanse voetbalwedstrijd die gehouden wordt tussen de kampioenen van de Major League Soccer en Liga MX. Het format is vergelijkbaar met de J. League YBC Levain Cup / CONMEBOL Sudamericana Championship Final. De editie van 2020 werd wegens de coronacrisis geannuleerd. De editie van 2022 vond plaats op 14 september 2022.

## Edities
| Editie | Land             | Winnaar        | Uitslag | Finalist              | Land   | Stadion                                          | Toeschouwers |
| ------ | ---------------- | -------------- | ------- | --------------------- | ------ | ------------------------------------------------ | ------------ |
| 2018   | Mexico           | Tigres UANL    | 3 – 1   | Toronto Football Club | Canada | BMO Field, Toronto, Canada                       | 14.823       |
| 2019   | Verenigde Staten | Atlanta United | 3 – 2   | Club América          | Mexico | Mercedes-Benz Stadium, Atlanta, Verenigde Staten | 40.128       |
| 2020   | Geannuleerd      | –              | –       | –                     | –      | –                                                | –            |
| 2021   | Verenigde Staten | Columbus Crew  | 2 – 1   | Cruz Azul             | Mexico | Lower.com Field, Columbus, Verenigde Staten      | 18.026       |
| 2022   | Verenigde Staten | New York City  | 2 – 0   | Atlas Guadalajara     | Mexico | Yankee Stadium, New York, Verenigde Staten       | 24.823       |